# Куарту-Сант-Элена
Куарту-Сант-Элена (итал. Quartu Sant'Elena) — коммуна в Италии, располагается в регионе Сардиния, в провинции Кальяри.
Население составляет 71 254 человека (2008 г.), плотность населения составляет 738 чел./км². Занимает площадь 96 км². Почтовый индекс — 09045, 09046. Телефонный код — 070.
Покровительницей коммуны почитается святая равноапостольная императрица Елена, празднование 21 мая.

## Демография
Динамика населения:

## Администрация коммуны
- Официальный сайт: http://www.comune.quartusantelena.ca.it